# Беляков, Николай Фёдорович
Никола́й Фёдорович Беляко́в (1861 — неизвестно) — член Государственного совета, «октябрист».
Из дворян, православный, имел 3200 десятин родового в Симбирской губернии, в статусе «нераздельно с братом».
Окончил Павловское военное училище, гвардии поручик запаса.
1906—1918 — председатель Симбирской губернской земской управы.
1911 — присвоен чин: действительный статский советник.
1912 — камергер Двора ЕИВ, член «Союза 17 октября».
1915 — член Государственного совета от Симбирского губернского земства (до 1917 года), в группе центра.
1916 — с 1 января состоял в группе правого центра.